# Okręg wyborczy North Somerset
Okręg wyborczy North Somerset został odtworzony w 1992 r. (wcześniej istniał w latach 1885–1918 i 1950–1983)i wysyła do brytyjskiej Izby Gmin jednego deputowanego. Okręg obejmuje tereny położone bezpośrednio na zachód od miasta Bristol.

## Deputowani do brytyjskiej Izby Gmin z okręgu North Somerset
- 2010-2024: Liam Fox, Partia Konserwatywna
- 2024- : Sadik Al-Hassan, Partia Pracy[2]